# Camille Grammer

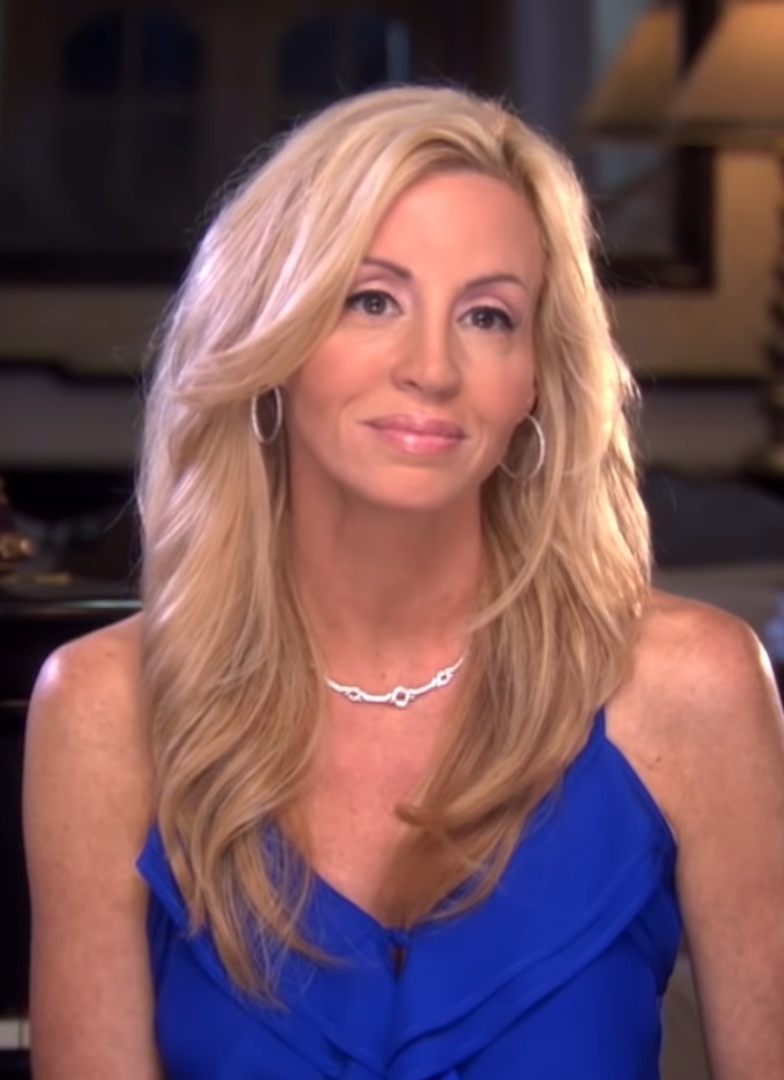
Camille Grammer (2010)

Camille Grammer (* 2. September 1968 als Camille Donatacci in Newport Beach, Kalifornien) ist eine US-amerikanische Schauspielerin, ehemalige Tänzerin und Playboy-Model.

## Karriere
Camille Grammer wurde in Newport Beach geboren und wuchs in New Jersey auf, da ihr Vater in New York City als Finanzberater arbeitet. Grammer studierte Englische Literatur an der Montclair State University in New Jersey, besuchte die NYU und die University of California in Los Angeles. Grammer begann in den 1980er Jahren als Tänzerin beim Musiksender MTV in der Serie Club MTV. In den 1990er Jahren fing sie mit dem Modeln an und war unter anderem im Playboy und deren Publikationen Playboy’s Book of Lingerie zu sehen.
Als Schauspielerin stand sie 1994 in dem Film New York Nights das erste Mal vor der Kamera. Es folgten Auftritte in The Naked Detective (1996) Private Parts und Frasier (beide 1997). Im Jahr 2008 stand sie mit ihrem damaligen Ehemann Kelsey Grammer in der Komödie Big Fat Important Movie von David Zucker vor der Kamera. Im Jahr 2013 hatte sie einen Gastauftritt in der Fernsehserie 90210. In der Parodie The Hungover Games von Josh Stolberg war sie als Hausfrau Tanya neben den weiteren Hausfrau Kyle Richards und Brandi Glanville zu sehen, die damit ihre eigenen Auftritte in der Reality-TV-Serie The Real Housewives of Beverly Hills parodieren. Grammer war in dieser Fernsehserie in 46 Episoden in drei Staffeln zu sehen.

## Filmografie (Auswahl)
- 1994: New York Nights
- 1996: The Naked Detective
- 1997: Private Parts
- 1997: Frasier (Fernsehserie, Episode 5x03 Halloween)
- 2008: Big Fat Important Movie (An American Carol)
- 2010–2012: The Real Housewives of Beverly Hills (Fernsehserie, 46 Episoden)
- 2013: 90210 (Fernsehserie, Episode 5x17 Hangover)
- 2014: The Hungover Games

## Privates
Camille Grammer lernte den Filmproduzenten und Schauspieler Kelsey Grammer im Jahr 1996 bei einem Blind Date kennen. Vom 2. August 1997 bis zum 10. Februar 2011 waren sie verheiratet. Im Jahr 2000 wurde bekannt, dass Camille Grammer seit 1996 an einem Reizdarmsyndrom leidet. Sie sind Eltern von einer Tochter (* 24. Oktober 2001) und eines Sohns (* 28. August 2004), die von einer Leihmutter ausgetragen wurden.
Nach ihrer Scheidung war sie mit dem Fitnesstrainer und Anwalt Dimitri Charalambopoulos liiert. Als bei Grammer ein Endometriumkarzinom diagnostiziert wurde, unterzog sie sich im Oktober 2013 einer Hysterektomie. Bei der Heilung wurde sie Opfer häuslicher Gewalt.
Im November 2018 brannte ihre Villa in Kalifornien durch Waldbrände ab.